# EBW
EBW is een Duits historisch merk van motorfietsen.
De bedrijfsnaam was: Motorradbau Ernst Büscher, Berlin-Wilmersdorf.
EBW was een van de honderden kleine merken (waarvan tientallen in Berlijn) die rond 1923 goedkope, lichte motorfietsjes gingen leveren. Om de prijs laag te houden, maar ook omdat men zelf de technische kennis niet in huis had, werden daarvoor meestal inbouwmotortjes bij andere bedrijven ingekocht. EBW kocht 139cc-tweetaktmotoren bij de Berliner-Kleinmotoren Aktiengesellschaft.
Door de grote concurrentie én omdat men bij gebrek aan dealernetwerk alleen klanten in de eigen regio kon bedienen, hielden de meeste van deze bedrijfjes het niet lang vol en Ernst Büscher stopte zijn productie al in 1924.